# لی، دورست
لی (به انگلیسی: Leigh) یک روستا و محله مدنی در بریتانیا است که در West Dorset واقع شده‌است. لی ۴۸۰ نفر جمعیت دارد.